# Guineu voladora de l'arxipèlag de Bismarck
La guineu voladora de l'arxipèlag de Bismarck (Pteropus neohibernicus) és una espècie de ratpenat de la família dels pteropòdids. Viu a Austràlia, Indonèsia i Papua Nova Guinea. El seu hàbitat natural són els boscos tropicals, tot i que també se la troba a jardins rurals. Es creu que no hi ha cap amenaça particular per a la supervivència d'aquesta espècie.